# Tập đoàn quân Dù số 1 Đồng Minh
Tập đoàn quân Không vận số 1 Đồng minh (tiếng Anh: First Allied Airborne Army) là một đại đơn vị tác chiến của lực lượng Đồng minh tại Mặt trận phía Tây trong Thế chiến thứ hai. Nó được thành lập vào ngày 2 tháng 8 năm 1944 theo lệnh của Đại tướng Dwight D. Eisenhower, Tư lệnh tối cao của Lực lượng Viễn chinh Đồng minh. Đơn vị này là một phần của Lực lượng Viễn chinh Đồng minh và phụ trách tất cả các lực lượng đổ bộ đường không của Đồng minh ở Tây Âu từ tháng 8 năm 1944 đến tháng 5 năm 1945, bao gồm Bộ chỉ huy Không quân vận tải số IX Hoa Kỳ, Quân đoàn Không vận số XVIII Hoa Kỳ (gồm các Sư đoàn Không vận số 17, 82 và 101 và một số đơn vị dù độc lập), lực lượng đổ bộ đường không của Anh (bao gồm các Sư đoàn Không vận 1 và 6 cộng với Lữ đoàn Nhảy dù số 1 Ba Lan).
Từ khi được thành lập cho đến khi kết thúc Thế chiến thứ hai, đơn vị này chỉ huy các lực lượng đổ bộ đường không của Đồng minh tham gia vào cuộc tiến công của Đồng minh qua Tây Bắc Âu, bao gồm cả Chiến dịch Market Garden vào tháng 9 năm 1944, đẩy lùi cuộc phản công của quân Đức được phát động trong Trận Bulge từ tháng 12 năm 1944 đến tháng 1 năm 1945, và Chiến dịch Varsity vào tháng 3 năm 1945. Đơn vị chính thức ngừng hoạt động vào ngày 20 tháng 5 năm 1945.

## Hình thành

### Đề xuất táo bạo
Đại tướng Dwight D. Eisenhower, Tư lệnh tối cao của Lực lượng Viễn chinh Đồng minh tin rằng cần phải có một bộ chỉ huy thống nhất có thẩm quyền điều phối tất cả các đơn vị hàng không vận tải và nhảy dù, chỉ huy các hoạt động tác chiến đổ bộ đường không và chỉ huy các đơn vị lục quân, hải quân và không quân trực thuộc. Tổ chức này sẽ dựa trên mô hình của một sở chỉ huy quân đoàn đã được sửa đổi và được chỉ huy bởi một sĩ quan cấp cao của Không lực Lục quân Hoa Kỳ (USAAF). Vào ngày 20 tháng 5 năm 1944, phần ghi chú của Bộ chỉ huy tối cao Lực lượng Viễn chinh Đồng minh (SHAEF) khuyến nghị rằng tất cả các lực lượng đổ bộ đường không của Anh và Mỹ nên hợp nhất thành một tổ chức chỉ huy duy nhất; tuy nhiên, các đơn vị hàng không vận tải vẫn sẽ độc lập và nằm dưới sự kiểm soát của Lực lượng Không quân Viễn chinh Đồng minh (AEAF). Khuyến nghị này đã được gửi tới Cụm tập đoàn quân 12, Cụm tập đoàn quân 21 và AEAF.

### Phản đối và ủng hộ
Đề xuất thành lập một bộ chỉ huy thống nhất cho lực lượng đổ bộ đường không đã bị Tham mưu trưởng Cụm tập đoàn quân 12, Thiếu tướng Leven Cooper Allen, chỉ trích và phản đối. Allen cho rằng số lượng lính dù Mỹ lớn hơn, có sự khác biệt về trang bị và biên chế giữa các đơn vị Anh và Mỹ, và thực tế là các máy bay vận tải hiện có chỉ có khả năng chuyên chở tổng số lính dù của Mỹ chứ không đủ cho cả phía Anh; tất cả điều đó có nghĩa là không cần một sự chỉ huy thống nhất cho cả lực lượng đổ bộ đường không của Mỹ và Anh.
Lực lượng Không quân Hoàng gia, là một quân chủng độc lập với Lục quân Anh, không giống như USAAF, bấy giờ vẫn trực thuộc Lục quân Hoa Kỳ, và các chỉ huy cấp cao của Không quân Anh lo ngại về việc có một sĩ quan Lục quân Hoa Kỳ làm chỉ huy và sử dụng quyền hạn này để chỉ huy các đơn vị đổ bộ đường không của Anh. Các chỉ huy của AEAF còn đưa ra những ý kiến phản đối hơn nữa, liên quan đến các vấn đề hành chính trong việc chỉ định các đơn vị RAF cho các bộ chỉ huy liên hợp được đề xuất. Đại tướng Không quân Trafford Leigh-Mallory, Tổng tư lệnh AEAF, cho rằng khuyến nghị ban đầu nên được tuân theo - thống nhất các lực lượng đổ bộ đường không của Mỹ và Anh nhưng để các đơn vị hàng không vận tải thuộc quyền chỉ huy của AEAF.
Tuy nhiên, Cụm tập đoàn quân 21 và AEAF đều đồng ý với khuyến nghị, chỉ đề xuất thực hiện một số thay đổi nhỏ và vào ngày 17 tháng 6, Thiếu tướng Harold R. Bull, Trợ lý Tham mưu trưởng, Tác chiến và Kế hoạch (G-3) của SHAEF, khuyến nghị rằng nên thành lập một bộ chỉ huy liên hợp cho lực lượng nhảy dù, mặc dù nó không phụ trách các đơn vị hàng không vận tải.

### Bổ nhiệm Brereton và kích hoạt hình thành
Bất chấp sự phản đối, Eisenhower vẫn bị thuyết phục về sự cần thiết của một bộ chỉ huy thống nhất duy nhất có thể kiểm soát cả lực lượng đổ bộ đường không và các đơn vị hàng không vận tải, đồng thời nêu đề xuất của mình trong các thông điệp gửi tới Đại tướng George Marshall, Tham mưu trưởng Lục quân Hoa Kỳ và Đại tướng  Henry H. Arnold, Tổng tư lệnh Không lực Lục quân Hoa Kỳ, về sự phân công một sĩ quan Không lực Lục quân Hoa Kỳ làm chỉ huy trưởng của bộ chỉ huy liên hợp. Tuy nhiên, Marshall đã yêu cầu làm rõ thêm về vai trò của chỉ huy trưởng, hỏi liệu anh ta sẽ chỉ hoạt động như một tư lệnh quân đoàn cho các sư đoàn không vận hay chỉ huy tất cả các lực lượng trên không và trên bộ, và ai sẽ chỉ huy các lực lượng dù khi họ đã đổ bộ và tham gia tác chiến. Sau nhiều cuộc thảo luận, ba người đã đồng ý rằng một chỉ huy không quân sẽ kiểm soát tất cả các lực lượng trên không cho đến khi tình hình trên mặt đất cho phép hỗ trợ hậu cần bình thường cho các lực lượng liên quan, khi đó quyền kiểm soát sẽ chuyển sang một chỉ huy mặt đất.

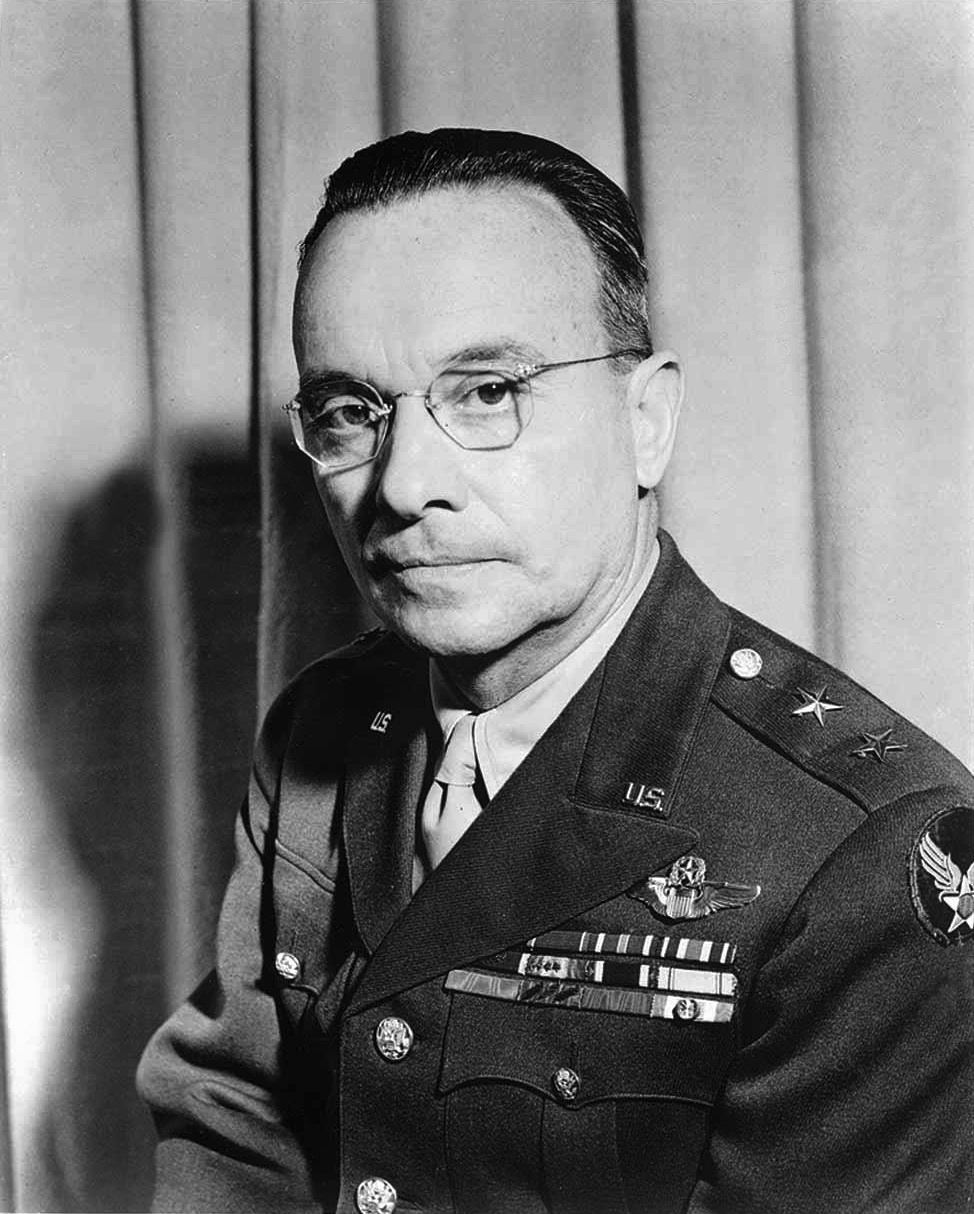
Trung tướng Lewis Brereton

Sau khi giải quyết các vấn đề về việc chỉ huy trưởng bộ chỉ huy liên hợp sẽ kiểm soát những gì, và khi nào, cuộc tìm kiếm sau đó bắt đầu cho những sĩ quan đủ tiêu chuẩn có thể phục vụ. Bộ Chiến tranh Hoa Kỳ cho biết rằng một số sĩ quan từ Trung tâm Nhảy dù tại Trại Mackall sẽ sẵn sàng hơn, và chỉ huy sở của Lữ đoàn Dù số 2, sẽ bị giải tán và nhân viên của nó được chuyển đến đơn vị mới. Ngoài ra, Lực lượng Không quân Chiến lược Hoa Kỳ ở châu Âu sẽ bố trí 10 sĩ quan và 50 binh sĩ làm nhân sự cho bộ chỉ huy mới.
Sau khi thảo luận giữa Eisenhower, Arnold và Marshall, Trung tướng Không lực Lục quân Hoa Kỳ Lewis H. Brereton, Tư lệnh Không lực 9 Hoa Kỳ, đã được chỉ định vào chức vụ mới. Brereton được biết về việc bổ nhiệm của mình vào ngày 17 tháng 7 khi hội đàm với sĩ quan chỉ huy của Không quân Hoa Kỳ, tướng Carl Spaatz, và ban đầu không tin tưởng vào giá trị của một sở chỉ huy liên hợp, thay vào đó, đề xuất rằng các lực lượng nhảy dù của Mỹ nên được đặt dưới quyền chỉ huy của Không lực 9, một gợi ý đã bị Eisenhower từ chối.
Cùng với việc Brereton đồng ý được bổ nhiệm, Tập đoàn quân Không vận số 1 Đồng minh được thành lập vào ngày 2 tháng 8 năm 1944

### Tên gọi và cấu trúc
Brereton đề nghị rằng bộ chỉ huy liên hợp được đổi tên thành 'Tập đoàn quân Không vận số 1 Đồng minh', được Eisenhower chấp thuận vào ngày 16 tháng 8 sau một thời gian ngắn bị Thiếu tướng Bull phản đối, người cho rằng cái tên như vậy sẽ không chính xác, vì ông tin rằng không có ý định sẽ sử dụng như một đơn vị cấp tập đoàn quân. Đơn vị mới này được giao quyền kiểm soát hoạt động đối với Bộ tư lệnh Hàng không vận tải IX, Quân đoàn XVIII (Nhảy dù), và Quân đoàn Không vận I của Anh và tất cả các đơn vị trực thuộc của họ. Các đơn vị hàng không vận tải của RAF sẽ được biên chế vào khi cần thiết.
Là chỉ huy của Tập đoàn quân Không vận số 1 Đồng minh, Brereton chịu trách nhiệm trực tiếp trước SHAEF và tướng Eisenhower. Các trách nhiệm của ông bao gồm đào tạo và phân bổ cơ sở vật chất, phát triển các thiết bị đổ bộ đường không mới, tham vấn với tổng tư lệnh của AEAF và lực lượng hải quân Đồng minh, cũng như lập kế hoạch và thực hiện các hoạt động đổ bộ đường không.

## Các chiến dịch bị hủy bỏ ở Pháp
Tháng 8 năm 1944, lực lượng quân Mỹ dưới quyền tướng Omar Bradley đã tiến hành Chiến dịch Cobra, được hoạch định để các lực lượng Đồng minh có thể mở rộng kiểm soát ra ngoài vùng Normandy sau nhiều tháng tiến quân chậm chạp trước kháng cự mãnh liệt của quân Đức. Chiến dịch đã thành công tốt đẹp, bất chấp một cuộc phản công dữ dội của quân Đức vào ngày 7 tháng 8 với mật danh Chiến dịch Lüttich. Một số sư đoàn Đức thậm chí còn bị mắc kẹt gần Falaise, trong một vòng vây có tên là Falaise Pocket. Sau thành công của chiến dịch, quân Đồng minh bắt đầu gia tăng đà tiến công một cách đáng kể.
Một số hoạt động đổ bộ đường không đã được lên kế hoạch cho Tập đoàn quân Không vận số 1 Đồng minh vào cuối tháng 8 và đầu tháng 9 để hỗ trợ cho đà tiến công nhanh của lực lượng Đồng minh trên bộ.
- Chiến dịch Transfigure nhằm nhanh chóng vượt qua khoảng cách giữa Orléans và Paris để chặn đường rút lui của quân Đức. Tuy nhiên, chiến dịch đã bị hủy bỏ trước khi nó có thể bắt đầu, khi lực lượng Đồng minh chiếm được Dreux, vị trí chiến lược ban đầu được lên kế hoạch cho các lực lượng đổ bộ đường không chiếm giữ. Ngoài ra, việc tướng Eisenhower lo ngại rằng một chiến dịch đổ bộ đường không như vậy sẽ tạo ra gánh nặng cho hậu cần mặt đất vốn đã bị hạn chế, cũng góp phần vào quyết định hủy bỏ chiến dịch.[12]
- Chiến dịch Axehead nhằm chiếm các cây cầu bắc qua sông Seine để hỗ trợ cho Cụm tập đoàn quân 21.
- Chiến dịch Boxer nhằm chiếm giữ Boulogne bằng các lực lượng nhảy dù tương tự như chiến dịch Transfigure.
- Chiến dịch Linnet nhằm chiếm giữ các giao lộ xung quanh Tournai và tạo một đầu cầu trên sông Escaut, điều này sẽ cắt đứt một số lượng lớn các đơn vị quân Đức đang rút lui.
- Chiến dịch Linnet II với mục đổ bộ quân dù vào khu vực Aachen và Maastricht nhằm cắt đứt đường rút lui của các đơn vị quân Đức.
- Chiến dịch Infatuate đổ bộ quân dù lên đảo Walcheren để hỗ trợ mở rộng khu vực cảng Antwerp bằng cách cắt đứt mọi đường rút lui của quân Đức qua cửa sông Scheldt.
- Chiến dịch Comet dự kiến sử dụng Sư đoàn Không vận số 1 của Anh, cùng với Lữ đoàn Nhảy dù Độc lập số 1 của Ba Lan, nhằm chiếm giữ một số cây cầu bắc qua Sông Rhine để hỗ trợ quân Đồng minh tiến vào Đồng bằng Bắc Đức. Tuy nhiên, thời tiết xấy trong vài ngày và sự lo ngại về mức độ kháng cự ngày càng tăng của quân Đức đã khiến chiến dịch bị hủy bỏ vào ngày 10 tháng 9.

Hầu hết các chiến dịch đổ bộ đường không bị hủy bỏ do sức tiến công nhanh chóng của lực lượng trên bộ của Đồng minh khi tiến qua đất Pháp và Bỉ, vì nó không cho phép Tập đoàn quân Không vận số 1 của Đồng minh có đủ thời gian để lập kế hoạch hoạt động và triển khai lực lượng của mình trước khi các mục tiêu bị các đơn vị trên bộ tấn công. Tuy nhiên, tình hình này đã thay đổi vào giữa tháng 9, khi lực lượng Đồng minh tiến tới biên giới Đức và Phòng tuyến Siegfried, bắt đầu vấp phải sự kháng cự đáng kể của quân Đức. Quân Đức cũng bắt đầu thiết lập các vị trí phòng thủ có tổ chức và làm chậm đà tiến công của quân Đồng minh.

## Chiến dịch Market Garden

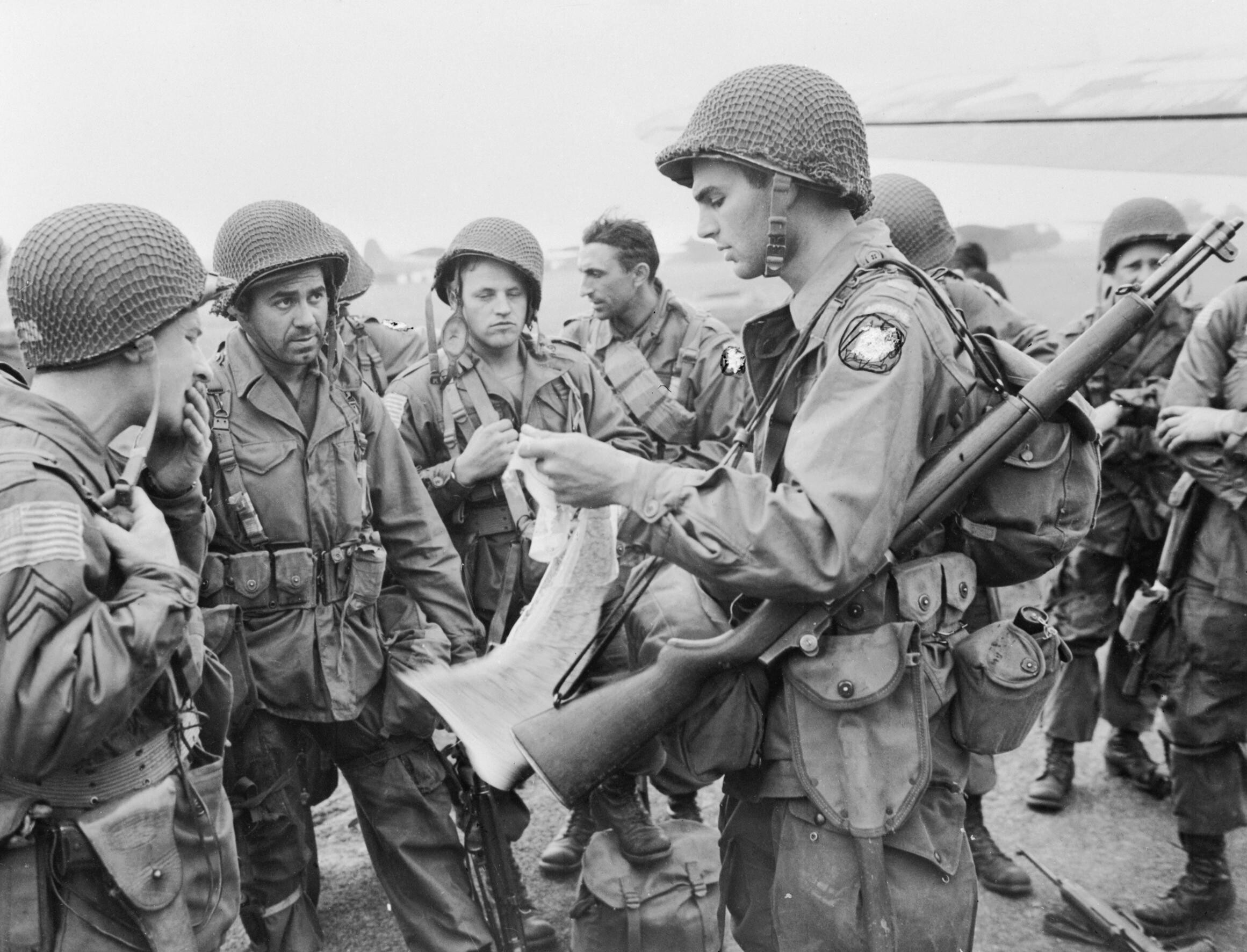
Lính dù Mỹ thuộc Tập đoàn quân Không vận số 1 Đồng minh, ngày 17 tháng 9 năm 1944

Chiến dịch Market Garden là một phiên bản mở rộng của Chiến dịch Sao chổi đã bị hủy bỏ, sử dụng ba sư đoàn của Tập đoàn quân Không vận số 1 Đồng minh (Sư đoàn Không vận 101, Sư đoàn Không vận 82 và Sư đoàn Không vận 1).
Động lực thúc đẩy thực hiện chiến dịch Market Garden là do sự phản ứng của Thống chế Bernard Montgomery, người vốn  không đồng ý với chiến lược 'mặt trận rộng rãi' mà Eisenhower ưa thích, trong đó tất cả quân Đồng minh ở Tây Bắc Âu đều tiến công đồng loạt. Montgomery tin rằng chỉ nên thực hiện một mũi tấn công duy nhất để chống lại lực lượng Đức. Lực lượng Đồng minh dưới sự chỉ huy chung của Montgomery sẽ di chuyển qua Hà Lan qua các con sông bị lực lượng dù chiếm được, vượt qua Phòng tuyến Siegfried, tiến vào Đồng bằng Bắc Đức, và tạo thành gọng kìm phía bắc của cuộc tấn công hợp vây vào Ruhr.
Chiến dịch Market Garden bao gồm chiến dịch con, 'Market' - hoạt động của lực lượng dù nhằm chiếm lĩnh các cây cầu quan trọng được thực hiện bởi Tập đoàn quân Không vận số 1 Đồng minh, và 'Garden', cuộc tấn công trên bộ của Tập đoàn quân số 2 Anh, chủ yếu là Quân đoàn XXX.
Chiến dịch đã thành công trong việc giải phóng các thành phố Eindhoven và Nijmegen của Hà Lan. Tuy nhiên, nó đã thất bại trong mục tiêu chiến lược là Tập đoàn quân số 2 của Anh tiến qua Nederrijn qua cây cầu tại Arnhem. Sư đoàn Không vận số 1, đơn vị được giao nhiệm vụ đánh chiếm Arnhem, đã được rút đi vào ngày 25 tháng 9 năm 1944, sau khi chịu thương vong nặng nề trước hoạt động phản kích của quân Đức.

## Trận Bulge
Với thất bại của Chiến dịch Market-Garden, đà tiến công của quân Đồng minh bị chững lại, thay vào đó là vài tháng gần như chỉ có các hoạt động giao chiến trên bộ chống lại các lực lượng phòng thủ của Đức, mà không có hoạt động đổ bộ đường không nào của Đồng minh được lên kế hoạch hoặc thực hiện. Tuy nhiên, thời kỳ yên tĩnh này đã bị phá vỡ khi một cuộc tấn công lớn do quân Đức tiến hành theo lệnh của Adolf Hitler; vào ngày 16 tháng 12 năm 1944 Chiến dịch Wacht am Rhein bắt đầu, với ba tập đoàn quân Đức tấn công qua Ardennes, hàng trăm nghìn quân Đức và xe tăng xuyên thủng phòng tuyến của Đồng minh trên khu vực tác chiến của quân Mỹ. Cuộc hành binh này đã khiến lực lượng Đồng minh hoàn toàn bất ngờ, và một số đơn vị dưới quyền chỉ huy của Tập đoàn quân Không vận số 1 Đồng minh đã tham gia vào nỗ lực ngăn chặn, và sau đó đẩy lùi cuộc tấn công của quân Đức; các đơn vị này chủ yếu là các sư đoàn Không vận 101, 82, 17 và 6.
Sau khi đẩy lùi cuộc phản công của quân Đức ở Ardennes từ tháng 12 năm 1944 đến tháng 1 năm 1945, các lực lượng dù dưới sự chỉ huy của Tập đoàn quân Không vận số 1 Đồng minh không tham gia vào một chiến dịch đổ bộ đường không khác cho đến tận tháng 3 năm 1945.

## Chiến dịch Varsity
Đến tháng 3 năm 1945, quân Đồng minh đã tiến vào Đức và đến sông Rhine. Sông Rhine là một chướng ngại vật tự nhiên đáng gờm đối với cuộc tiến công của Đồng minh, nhưng nếu vượt qua được sẽ cho phép Đồng minh tiếp cận Đồng bằng Bắc Đức và cuối cùng tiến tới Berlin và các thành phố lớn khác ở Bắc Đức. Thống chế Bernard Montgomery, chỉ huy Cụm tập đoàn quân 21 của Anh đã nghĩ ra một kế hoạch cho phép các lực lượng dưới quyền chỉ huy của ông vượt qua sông Rhine, mang tên Chiến dịch Cướp bóc và Tập đoàn quân Không vận số 1 Đồng minh được giao nhiệm vụ hỗ trợ nó trong một chiến dịch có tên mã là Chiến dịch Varsity.
Ba sư đoàn dù ban đầu được chỉ định tham gia chiến dịch Varsity gồm: Sư đoàn Không vận số 6 Anh, Sư đoàn Không vận số 13 Hoa Kỳ và Sư đoàn Không vận số 17 Hoa Kỳ, trực thuộc Quân đoàn Không vận XVIII Hoa Kỳ. Tuy nhiên, rõ ràng là Sư đoàn Không vận số 13 sẽ không thể tham gia vào cuộc hành quân, vì chỉ có đủ máy bay vận tải để vận chuyển hai sư đoàn. Do đó, kế hoạch cho cuộc hành quân đã bị thay đổi, chỉ sử dụng Sư đoàn Không vận số 6 của Anh và Sư đoàn Không vận số 17 của Hoa Kỳ.
Rút kinh nghiệm từ thất bại của Chiến dịch Market-Garden, kế hoạch cho Chiến dịch Varsity đã thay đổi chiến thuật của quân dù như sau:
- Lực lượng đổ bộ đường không sẽ được thả xuống phía sau phòng tuyến của quân Đức một khoảng cách tương đối ngắn, do đó đảm bảo rằng quân tiếp viện sẽ có thể liên kết với họ trong một thời gian ngắn.
- Hai sư đoàn Không vận sẽ được thả đồng thời trong một lần "thả", thay vì phải kéo dài trong vài ngày như đã xảy ra trong Chiến dịch Market Garden. Do đó, Chiến dịch Varsity sẽ là hoạt động thả dù đơn lớn nhất được tiến hành trong Thế chiến thứ hai.
- Việc thả tiếp tế cho lực lượng đổ bộ đường không sẽ được thực hiện càng sớm càng tốt để đảm bảo cung cấp đủ nguồn cung cấp cho lính dù khi họ chiến đấu.[17]
- Lực lượng đổ bộ đường không sẽ được thả xuống ngay sau khi quân trên bộ tiếp cận chiến trường.[18]

Các lực lượng mặt đất tham gia Chiến dịch Plunder bắt đầu cuộc tấn công vào lúc 21 giờ ngày 23 tháng 3 năm 1945, và chiếm giữ được một số tuyến vượt qua bờ đông sông Rhine ngay trong đêm đó. Sau đó, hai sư đoàn Không vận được triển khai cho Chiến dịch Varsity, đổ bộ lúc 10g00 ngày 24 tháng 3 năm 1945, gần thị trấn Hamminkeln. Họ được giao nhiệm vụ với một số mục tiêu: chiếm giữ Diersfordter Wald, một khu rừng nhìn ra sông Rhine và có một con đường nối nhiều thị trấn với nhau; bảo vệ một số cây cầu bắc qua sông IJssel, và chiếm giữ Hamminkeln.
Tất cả các mục tiêu đã bị đánh chiếm và trấn giữ trong vòng vài giờ sau khi chiến dịch bắt đầu, và đến đêm 24 tháng 3, Sư đoàn bộ binh 15 (Scotland) đã hội quân cùng với các đơn vị của Sư đoàn Không vận số 6. Đến ngày 27 tháng 3, quân Đồng minh có 14 sư đoàn trên bờ đông của con sông. Tướng Eisenhower sau đó tuyên bố rằng Chiến dịch Varsity là "chiến dịch đổ bộ đường không thành công nhất được thực hiện cho đến nay".

## Các chiến dịch bị hủy bỏ sau đó
Một số chiến dịch đổ bộ đường không đã được lên kế hoạch cho các sư đoàn dưới sự kiểm soát của Tập đoàn quân Không vận số 1 Đồng minh sau khi Chiến dịch Varsity kết thúc.
- Chiến dịch Arena đã dự kiến hoạt động đổ bộ từ 6 đến 10 sư đoàn vào nơi được gọi là 'đầu não không quân chiến lược' ở khu vực Kassel, miền Bắc nước Đức để khống chế một vùng lãnh thổ rộng lớn của quân phòng thủ Đức và cung cấp cho quân Đồng minh một khu vực bàn đạp để tiến sâu hơn vào nước Đức. Sư đoàn 13 được chọn tham gia cùng với các Sư đoàn Không vận 17, 82 và 101 của Hoa Kỳ, cũng như các Sư đoàn Không vận số 6 và số 1 của Anh.[21] Dự kiến ngày đổ bộ là ngày 1 tháng 5 sau khi tất cả các sư đoàn Không vận và đổ bộ đường không cần thiết đã được bố trí và bổ sung đầy đủ, nhưng cuối cùng kế hoạch đã bị hủy bỏ vào ngày 26 tháng 3 do đà tiến công nhanh chóng của lực lượng mặt đất Đồng minh, làm cho kế hoạch trở nên không còn cần thiết.[22]
- Chiến dịch Choker II dự kiến một hoạt động đổ bộ đường không vào bờ đông sông Rhine gần Worms, Đức. Tuy nhiên, trong khi các sư đoàn Không vận chỉ còn vài giờ nữa là cất cánh, thì kế hoạch đã bị hủy bỏ do lực lượng mặt đất của Đồng minh đã tràn qua các khu vực đổ bộ được đề xuất.
- Chiến dịch Hiệu quả được hoạch định để ngăn khu vực lps không bị quân Đức tạo ra một thành trì cố thủ cuối cùng. Tuy nhiên, kế hoạch đã bị hủy bỏ khi thông tin tình báo cho biết một thành trì như vậy không tồn tại.[23]

## Tổ chức biên chế
- Tập đoàn quân Dù số 1 Đồng minh
  -  Quân đoàn dù XVIII
    -  Sư đoàn dù 13 (năm 1945)
    -  Sư đoàn dù 17
    -  Sư đoàn Dù 82
    -  Sư đoàn dù 101

  -  Quân đoàn dù I
    -  Sư đoàn dù số 1
    -  Sư đoàn Dù số 6
    -  Sư đoàn 52 (Vùng đất thấp) (Hàng không vận tải)
    -  Lữ đoàn đặc nhiệm tác chiến không quân (SAS)
      - 1 SAS (Anh)
      - 2 SAS (Anh)
      -  3 SAS (Pháp)
      -  4 SAS (Pháp)
      -  5 SAS (Bỉ)

    - Lữ đoàn nhảy dù độc lập số 1 Ba Lan

  -  Bộ tư lệnh Hàng không vận tải IX
    -  Không đoàn Hàng không vận tải 50
    -  Không đoàn Hàng không vận tải 52
    -  Không đoàn Hàng không vận tải 53

  - Liên đoàn số 38 RAF
  - Liên đoàn số 46 RAF